# Copris garambae
Copris garambae är en skalbaggsart som beskrevs av Yves Cambefort 1992. Copris garambae ingår i släktet Copris och familjen bladhorningar. Inga underarter finns listade i Catalogue of Life.